# II liga polska w futbolu amerykańskim
II liga polska w futbolu amerykańskim (oficjalny skrót – PLFA II) – trzecia w hierarchii klasa męskich ligowych rozgrywek futbolu amerykańskiego w Polsce, będąca jednocześnie trzecim szczeblem centralnym (III poziom ligowy). Do momentu reorganizacji rozgrywek przed 2012 była drugą w hierarchii klasą męskich ligowych rozgrywek futbolu amerykańskiego w Polsce. PLFA II została podzielona na dwie grupy – Północną i Południową. W Grupie Północnej występuje 6 drużyn a w Grupie Południowej 7 drużyn. Drużyny zajmujące pierwsze dwa miejsca w każdej z grup na koniec sezonu zasadniczego rozgrywają półfinały. Zwieńczeniem sezonu jest mecz o Mistrzostwo PLFA II w którym grają dwie zwycięskie drużyny wyłonione w półfinałach. Utworzona i zarządzana przez Polski Związek Futbolu Amerykańskiego.

## Medaliści
| Edycja | Sezon | Liczba drużyn | 1 miejsce                     | 2 miejsce            | 3 miejsce                                      |
| ------ | ----- | ------------- | ----------------------------- | -------------------- | ---------------------------------------------- |
| I      | 2008  | 9             | Białystok Lowlanders          | Torpedy Łódź         | 1. KFA Fireballs Wielkopolska i Kraków Knights |
| II     | 2009  | 14            | Zagłębie Steelers Interpromex | Sioux Kraków Tigers  | Torpedy Łódź                                   |
| III    | 2010  | 12            | Bielawa Owls                  | Lowlanders Białystok | 1. KFA Fireballs Wielkopolska                  |
| IV     | 2011  | 12            | Warsaw Spartans               | Mustangs Płock       | Gliwice Lions i Kraków Knights                 |

## Bilans klubów
| Liczba tytułów | Nazwa klubu                  | 1 miejsca w sezonach | 2 miejsca w sezonach | 3 miejsca w sezonach |
| -------------- | ---------------------------- | -------------------- | -------------------- | -------------------- |
| 1              | Białystok Lowlanders         | 2008                 | 2010                 | —                    |
| 1              | Zagłębie Steelers            | 2009                 | —                    | —                    |
| 1              | Bielawa Owls                 | 2010                 | —                    | —                    |
| 1              | Warsaw Spartans              | 2011                 | —                    | —                    |
| —              | Torpedy Łódź                 | —                    | 2008                 | 2009                 |
| —              | Kraków Tigers                | —                    | 2009                 | —                    |
| —              | Mustangs Płock               | —                    | 2011                 | —                    |
| —              | 1.KFA Fireballs Wielkopolska | —                    | —                    | 2008, 2010           |
| —              | Kraków Knights               | —                    | —                    | 2008, 2011           |
| —              | Gliwice Lions                | —                    | —                    | 2011                 |